# Prins Karl (1758)
Prins Karl (68 kanoner) var ett svenskt linjeskepp, byggt år 1758 av Gilbert Sheldon i Karlskrona; deltog i sjöslagen 1761–1762 och 1788–1790 samt gick sistnämnda år förlorat vid sjöslaget vid Reval.

## Fartygschefer
- 1775 - Abraham von Stauden